# Les Apparences
Pour plus de détails, voir Fiche technique et Distribution.
Les Apparences est un film franco-belge réalisé par Marc Fitoussi, sorti en 2020.
Le film se déroule à Vienne et suit les tribulations sentimentales d'un couple quadragénaire, Henri et Ève (Benjamin Biolay et Karin Viard), rencontrent celles de l'institutrice de leur fils, Tina (Lætitia Dosch), et d'un jeune homme charmant mais indiscret, Jonas (Lucas Arthur Englander), rencontre d'un soir de déprime d'Ève qui vient de se rendre compte que son mari la trompe avec l'institutrice. Jonas,  qui porte un bracelet électronique et devient inquiétant, harcèle Ève. Cette dernière réussit à pirater les mails de Tina et se venge d'elle avec ce moyen pour la discréditer publiquement. Un engrenage pervers se développe entre ces quatre personnages qui aboutira à un drame.

## Synopsis
Ève Monlibert, directrice de la bibliothèque de l'Institut français à Vienne, est mariée à Henri, prestigieux chef d'orchestre du Konzerthaus, l'illustre opéra de cette même ville. Ils ont un petit garçon de six ans, Malo, adopté par le couple à l'étranger. Le couple évolue dans le milieu chic, snob, et ouaté des expatriés français dans la capitale autrichienne.
Issue d'un milieu modeste, Évelyne qui se fait désormais appeler Ève, a un peu honte de ses origines, que sa mère - femme simple et directe qu'elle cache à ses amis - lui rappelle par sa simple présence lors de ses courts séjours à Vienne.
Henri, distant et taciturne - qui peine à dissimuler l'ennui qu'il éprouve et le peu d'intérêt qu'il a désormais pour sa femme - ne s'anime guère que dans des apartés discrets au téléphone.
Ève finit par avoir des doutes. Un jour, elle découvre en fouinant dans le portable de son mari que celui-ci a une maîtresse : Tina Brunner, la jeune institutrice de son fils. Abasourdie puis suffoquée de douleur, elle sort pour s'étourdir et fait ainsi dans un bar la connaissance de Jonas, un jeune Autrichien perturbé et exalté qui s'éprend d'elle immédiatement. Au cours de leurs pérégrinations, une femme photographie un groupe de musiciens costumés alors qu'en arrière-plan, Ève et Jonas sont en train de s'embrasser. Ensuite, Ève passe avec lui une partie de la nuit dans un hôtel, sans d'ailleurs qu'il ne se passe rien de concret entre eux, puis profite du sommeil de Jonas pour s'éclipser et rentrer chez elle.
Le lendemain, folle de jalousie, elle n'hésite pas à aller rencontrer Tina à l'école pour la voir de plus près. Elle la surprend alors que celle-ci ouvre sa boîte mail. Ève entrevoit alors les premières lettres de son mot de passe. Par ailleurs, elle profite de cette brève entrevue pour tenir à Tina des propos ambigus (parle-t-elle de Malo ou de son mari ?) qui laissent penser à cette dernière qu'Ève a peut-être des soupçons.
Quand il se réveille, seul, dans sa chambre d'hôtel, Jonas n'a qu'une idée : retrouver cette femme d'un soir qui désormais alimente tous ses fantasmes. Il fonce jusqu'au bar où ils se sont rencontrés car il se souvient que la barmaid a noté les coordonnées de cette cliente qui n'avait pas de monnaie sur elle pour payer sa consommation. Mais celle-ci refuse de les lui communiquer. Furieux, Jonas montre alors une nature violente et emportée des plus inquiétantes. Comme il sait qu'Ève est française, il commence à hanter les lieux fréquentés par les Français, à commencer par l'Institut français. Bien qu'elle ne lui ait laissé qu'un faux prénom (celui de la maîtresse de son mari !), il parvient à retrouver sa trace et ne tarde pas à la harceler jusqu'à son travail pour la revoir, ce dont Ève ne veut absolument pas entendre parler.
Ève a en effet d'autres préoccupations : elle suit son mari et voit confirmée son infortune. Hors d'elle, une fois rentrée, après plusieurs tentatives infructueuses, elle parvient à reconstituer le mot de passe de la messagerie de Tina. Elle tombe sur des messages d'amour de celle-ci à Henri. Folle de rage, elle greffe un de ces messages intimes sur une circulaire de l'école aux parents d'élèves et envoie le tout à la petite communauté du lycée français.
Le mail ainsi tronqué fait naturellement l'effet d'une bombe dans ce milieu oisif et cancanier, trop heureux d'avoir ainsi un os à ronger. Alors que chacun fait des gorges chaudes de cette bévue et que Clémence, véritable langue de vipère et meilleure amie d'Ève, monte les faits en épingle, Tina est sommée de s'expliquer. Au cours d'un pénible face à face avec les parents d'élèves, dont Ève et Henri, elle parvient cependant à se tirer de ce guêpier en prétendant qu'il s'agissait là d'un simple extrait de roman en gestation, réexpédié à la suite d'une malencontreuse erreur de sa part. Les choses en restent là, provisoirement.
Tina retrouve Henri et, tout excitée, lui promet une surprise : elle sort de son sac une photo prise par une amie qui montre un couple qui s'embrasse dans la rue. Il s'agit d'Ève et de Jonas. Triomphante, elle croit que cette révélation va enfin changer la donne dans les rapports entre Henri et sa femme, Henri n'ayant désormais plus à la ménager. Mais l'effet obtenu est à l'inverse de ce qu'elle escomptait : dès lors qu'elle est désirée par un autre, Henri retrouve de l'intérêt à sa femme.
Pendant ce temps, Ève qui est retournée dans la messagerie de Tina, découvre des billets d'avion réservés au nom d'une certaine Bettina Lebrun. Intriguée, elle fait une recherche et découvre que Tina a changé de nom à la suite d'une vilaine affaire (la mort accidentelle de la fillette de son compagnon de l'époque, dont elle avait la garde) pour laquelle elle a obtenu un non-lieu.
Comme elle l'avait déjà fait, Ève redirige par mail le fruit de ses recherches à toute la communauté du Lycée.
Cette fois, le scandale est tellement énorme que Tina est aussitôt licenciée.
Ève surprend une conversation téléphonique entre Henri et Tina au cours de laquelle celui-ci lui dit sèchement que, à la suite de ce qu'il vient d'apprendre, tout est fini entre eux. Tina, qui a ainsi perdu, d'un coup, sa réputation, son travail et son amant, s'exile à Bruxelles.
Henri, désormais à son tour dévoré de jalousie, se montre beaucoup plus prévenant à l'égard de sa femme. Il la suit alors que celle-ci a donné rendez-vous à Jonas pour mettre un terme définitif à leur relation. Ces retrouvailles ont lieu dans un coin isolé, sur un ponton au bord d'une rivière. La discussion s'envenime entre Ève et Jonas qui, de rage, la projette au sol. Henri, qui a tout vu, vole au secours de sa femme. Une lutte à mort s'engage et le couple parvient à noyer Jonas, puis à s'éclipser sans qu'il y ait eu de témoin à la scène.
Le corps de Jonas ne tarde pas à être retrouvé. La police enquête et on apprend que Jonas était un harceleur déjà condamné et qu'il portait un bracelet électronique. La police remonte jusqu'à Ève car il avait des photos d'elle dans sa chambre, mais Ève affecte de ne pas le connaître et le présente comme un simple usager de la bibliothèque.
Pendant ce temps, Tina, qui a fait mener une enquête sur le piratage informatique dont elle a été la victime, apprend qu'Ève en est l'auteur. Passant devant un kiosque, elle voit en première page d'un journal la photo du noyé du Danube, et reconnaît en lui celui qui embrasse Ève sur la photo. Elle tient sa vengeance ! Elle envoie à la police la photo du couple qui s'embrasse, qui ne tarde pas à confondre Ève et Henri.
Quelques mois plus tard, le couple obtient un non-lieu. Mais pour Ève la vie à Vienne est désormais terminée. Le petit cercle de relations mondaines qu'elle s'était construit lui tourne maintenant le dos. Pire, Henri la quitte. Elle ne voulait pas encourir le ridicule de la femme bafouée et ça s'est terminé par la mort de Jonas, le licenciement et la mise à l'écart de Tina, son propre exil à Paris, de sérieux ennuis pour Henri et finalement leur séparation et la ruine de son couple. Tout cela pour sauvegarder les apparences…

## Fiche technique
- Titre original : Les Apparences
- Réalisation et scénario : Marc Fitoussi, librement adapté du roman Trahie de Karin Alvtegen
- Directeur de la photographie : Antoine Roch
- Musique : Bertrand Burgalat
- Montage : Catherine Schwartz
- Production : Christine Gozlan, David Poirot
- Société de production : Thelma Films[1], Scope Pictures, CN8 Productions
- SOFICA : Palatine Etoile 17
- Société de distribution : SND[2]
- Budget : 3,9 millions d'euros
- Pays d'origine :  France,  Belgique
- Langue originale : français
- Format : couleur
- Durée : 110 minutes
- Genre : thriller
- Date de sortie :
  - France : 23 septembre 2020[3]

## Distribution
- Karin Viard : Ève
- Benjamin Biolay : Henri
- Pascale Arbillot : Clémence
- Lucas Englander : Jonas
- Lætitia Dosch : Tina
- Hélène de Saint-Père : Mathilde
- Evelyne Buyle : Madame Belin
- Xavier de Guillebon : Thibault
- Laetitia Spigarelli : Sophie
- Raphaëlle Bruneau : Servane
- Louise Coldefy : la journaliste
- Hélène Babu : la femme à la médiathèque
- Catherine Davenier : la directrice du lycée
- Martine Schambacher : Claudine, la mère d'Ève
- Laurence Bibot : Éléonore

## Accueil

### Critique
En France, le site Allociné recense une moyenne des critiques presse de 3,2⁄5 sur un total de 32 critiques presse .
Barbara Théate du Journal du dimanche qualifie le film de « chronique chabrolienne délicieusement amorale et cynique » et juge que « Karin Viard joue à la perfection la comédie des faux semblants et prouve une nouvelle fois qu'elle est une grande actrice avec un personnage d'épouse bafouée, mais prête à toutes les bassesses pour sauver son honneur ».
Pour Christophe Caron du quotidien La Voix du Nord, Marc Fitoussi, en adaptant le livre de Karin Alvtegena, a « le mérite d’entremêler plusieurs registres : le thriller psychologique, le drame sentimental, la comédie ironique et la chronique sociale ». Et d'ajouter : « Une ambition parfaitement servie par le couple formé par Benjamin Biolay, l’époux désabusé, et Karin Viard, l’épouse trahie, rattrapée par le jeu pervers qu’elle a elle-même enclenché ».

### Box-office
| Pays ou région | Box-office      | Date d'arrêt du box-office | Nombre de semaines |
| -------------- | --------------- | -------------------------- | ------------------ |
| France         | 359 279 entrées | 30 octobre 2020            | 5                  |
| Total mondial  | - $             | -                          | -                  |